# 吉田資経
吉田 資経（よしだ すけつね、旧字体：吉田 資󠄁經）は、鎌倉時代前期から中期にかけての公卿。藤原北家勧修寺流吉田家、参議・吉田定経の長男。官位は正三位・参議。『平家物語』の作者にも擬せられている。

## 経歴
文治4年（1188年）従五位下に叙爵。文治6年（1190年）信濃守に任ぜられ、少年受領となる。建久4年（1193年）三河守に遷り、建久6年（1195年）従五位上に昇叙。正治元年（1199年）父の出家により祖父・経房の養子となって家督を継いだ。
建仁3年（1203年）正五位下に叙せられ、建永元年（1206年）中宮権大進に任ぜられる。承元3年（1209年）には左衛門権佐を務め、建暦2年（1213年）防鴨川使となる。建保2年12月（1215年1月）五位蔵人に補任され、建保6年（1218年）右少弁に任ぜられることで、三事兼帯を果たした。同年春宮大進を兼任。
建保7年（1219年）従四位下権右中弁に叙任。まもなく左中弁に転じた。承久3年（1221年）従四位上蔵人頭に叙任され、皇后宮亮を兼ねた。
承久4年（1222年）正四位下右大弁に叙任される。同年参議に任ぜられて公卿に列し、貞応2年（1223年）には近江権守造東大寺長官を兼帯する。貞応3年（1224年）従三位に叙せられるが、弁官と造東大寺長官を辞任して大宰大弐に任ぜられた。翌年には参議を辞退し、安貞2年（1228年）に正三位に叙せられた。天福2年（1234年）出家して法名を乗願とした。
仁治元年（1240年）閏10月、父の遺領を異母弟・経賢と争っている（『平戸記』）。建長2年（1250年）に所領や家に伝わる記録などを子息に配分して、翌建長3年（1251年）7月15日に71歳で薨去した。

## 官歴
※以下、『公卿補任』の記載に従う。
- 文治4年（1188年）10月19日：従五位下に叙す（上西門院令爵）。
- 文治6年（1190年）正月24日：信濃守に任ず。
- 建久4年（1193年）8月25日：三河守に遷る（熊野神宝用途功）。
- 建久6年（1195年）3月12日：従五位上に叙す（祖父東大寺供養行事）。
- 建仁3年（1203年）正月7日：正五位下に叙す。
- 建永元年（1206年）7月11日：中宮権大進に任ず。
- 承元3年（1209年）4月4日：左衛門権佐に任ず。
- 建暦2年（1213年）5月29日：防鴨川使に任ず。
- 建保2年12月15日（1215年1月16日）：五位蔵人に補す。
- 建保6年（1218年）
  - 正月13日：右少弁を兼ぬ。
  - 2月17日：蔵人・左衛門権佐を辞す。
  - 11月26日：春宮大進を兼ぬ。
- 建保7年（1219年）/承久元年
  - 正月21日：左少弁に転ず。
  - 11月26日（1220年1月3日）：権右中弁に転じ、従四位下に叙す（去年日吉行幸行事）。
- 承久2年（1220年）正月22日：左中弁に転ず。
- 承久3年（1221年）
  - 8月20日：蔵人頭に補す。
  - 11月16日：従四位上に叙す。
  - 12月1日（1222年1月14日）：皇后宮亮を兼ぬ。
- 承久4年（1222年）
  - 正月17日：正四位下に叙す（皇后宮入内）。
  - 4月13日：右大弁に転ず。
  - 11月3日：参議に任じ、弁・亮如元。
- 貞応2年（1223年）正月27日：近江権守を兼ぬ。2月1日：造東大寺長官を兼ぬ。4月10日：皇后宮亮を止む。
- 貞応3年（1224年）正月23日：従三位に叙す。10月16日：造東大寺長官・右大弁を止み、大宰大弐を兼ぬ。
- 嘉禄元年12月22日（1226年1月21日）：参議を辞す。
- 安貞2年（1228年）3月20日：正三位に叙す（安嘉門院御給行幸。同院院司）。
- 寛喜元年（1229年）10月9日：大宰大弐を止む。
- 寛喜3年（1231年）2月13日：服解（父）。
- 天福2年（1234年）6月23日：出家。法名乗願。
- 建長3年（1251年）7月15日：薨去。享年71。

## 系譜
- 父：吉田定経
- 母：平親範の娘
- 妻：藤原親綱の娘
  - 長男：為経（1210-1256）
  - 次男：経俊（1214-1276）
- 妻：藤原範季の娘
- 妻：神崎遊女
  - 男子：経海
- 生母不明の子女
  - 三男：高経（1215-1282）
  - 四男：万里小路資通（1225-1306）
  - 五男：資継（?-?）
  - 男子：経尊
  - 女子：藤原親俊室